# Đội tuyển bóng đá quốc gia Kosovo
Đội tuyển bóng đá quốc gia Kosovo là đội tuyển cấp quốc gia của Kosovo, do Liên đoàn bóng đá Kosovo quản lý. Đội chính thức trở thành thành viên của UEFA từ ngày 4 tháng 5 năm 2016 và 10 ngày sau chính thức trở thành thành viên của FIFA.
Trận thi đấu quốc tế chính thức đầu tiên của đội tuyển Kosovo là trận gặp đội tuyển Quần đảo Faroe vào năm 2016.

## Thành tích quốc tế

### Giải vô địch bóng đá thế giới
- 1930 đến 2006 - Không tham dự, là một phần của Nam Tư và Serbia và Montenegro
- 2010 đến 2014 - Không phải là thành viên của FIFA
- 2018 đến 2022 - Không vượt qua vòng loại

### Giải vô địch châu Âu
- 1960 đến 2004 - Không tham dự, là một phần của Nam Tư và Serbia và Montenegro
- 2008 đến 2016 - Không phải là thành viên của UEFA
- 2020 đến 2024 - Không vượt qua vòng loại

### UEFA Nations League
| Thành tích tại UEFA Nations League | Thành tích tại UEFA Nations League | Thành tích tại UEFA Nations League | Thành tích tại UEFA Nations League | Thành tích tại UEFA Nations League | Thành tích tại UEFA Nations League | Thành tích tại UEFA Nations League | Thành tích tại UEFA Nations League | Thành tích tại UEFA Nations League | Thành tích tại UEFA Nations League | Thành tích tại UEFA Nations League |
| Mùa giải                           | Hạng đấu                           | Bảng                               | Pld                                | W                                  | D                                  | L                                  | GF                                 | GA                                 | RK                                 |                                    |
| ---------------------------------- | ---------------------------------- | ---------------------------------- | ---------------------------------- | ---------------------------------- | ---------------------------------- | ---------------------------------- | ---------------------------------- | ---------------------------------- | ---------------------------------- | ---------------------------------- |
| 2018–19                            | D                                  | 3                                  | 6                                  | 4                                  | 2                                  | 0                                  | 15                                 | 2                                  | 42nd                               |                                    |
| 2020–21                            | C                                  | 3                                  | 6                                  | 1                                  | 2                                  | 3                                  | 4                                  | 6                                  | 44th                               |                                    |
| 2022–23                            | C                                  | 2                                  | 6                                  | 3                                  | 0                                  | 3                                  | 11                                 | 8                                  | 39th                               |                                    |
| Tổng cộng                          | Tổng cộng                          | Tổng cộng                          | 18                                 | 8                                  | 4                                  | 6                                  | 30                                 | 16                                 | 39th                               |                                    |

## Đội hình

### Đội hình hiện tại
Đây là đội hình tham dự 2 trận giao hữu gặp Armenia và Quần đảo Faroe vào tháng 11 năm 2022.

Số liệu thống kê tính đến ngày 19 tháng 11 năm 2022 sau trận gặp Quần đảo Faroe.

| Số | VT | Cầu thủ                     | Ngày sinh (tuổi) | Trận | Bàn | Câu lạc bộ      |
| -- | -- | --------------------------- | ---------------- | ---- | --- | --------------- |
| 1  | TM | Visar Bekaj (đội trưởng)    | 24 tháng 5, 1997 | 5    | 0   | Tirana          |
| 12 | TM | Jozef Pukaj                 | 13 tháng 2, 2000 | 1    | 0   | Winterthur      |
|    |    |                             |                  |      |     |                 |
| 2  | HV | Lirim R. Kastrati (đội phó) | 2 tháng 2, 1999  | 12   | 0   | Újpest          |
| 5  | HV | Lumbardh Dellova            | 1 tháng 1, 1999  | 3    | 0   | Ballkani        |
| 4  | HV | Kreshnik Hajrizi            | 28 tháng 5, 1999 | 1    | 0   | Lugano          |
| 3  | HV | Leard Sadriu                | 22 tháng 4, 2001 | 1    | 0   | Mura            |
|    |    |                             |                  |      |     |                 |
| 21 | TV | Donat Rrudhani              | 2 tháng 5, 1999  | 8    | 2   | Young Boys      |
| 15 | TV | Muharrem Jashari            | 21 tháng 2, 1998 | 3    | 0   | Drita           |
| 22 | TV | Uran Bislimi                | 25 tháng 9, 1999 | 2    | 1   | Lugano          |
| 8  | TV | Arianit Ferati              | 7 tháng 9, 1997  | 2    | 0   | Fortuna Sittard |
| 16 | TV | Ilir Krasniqi               | 2 tháng 4, 2000  | 2    | 0   | Llapi           |
| 7  | TV | Valmir Veliu                | 4 tháng 6, 2000  | 2    | 0   | Gaziantep       |
| 14 | TV | Lindon Emërllahu            | 7 tháng 12, 2002 | 2    | 0   | Ballkani        |
| 6  | TV | Eris Abedini                | 29 tháng 8, 1998 | 1    | 0   | Winterthur      |
|    |    |                             |                  |      |     |                 |
| 10 | TĐ | Lirim M. Kastrati           | 16 tháng 1, 1999 | 19   | 2   | Fehérvár        |
| 11 | TĐ | Jetmir Topalli              | 7 tháng 2, 1998  | 5    | 0   | İstanbulspor    |
| 18 | TĐ | Agon Sadiku                 | 10 tháng 3, 2003 | 2    | 0   | Honka           |
| 17 | TĐ | Ermal Krasniqi              | 7 tháng 9, 1998  | 1    | 0   | Ballkani        |

### Triệu tập gần đây
| Vt | Cầu thủ             | Ngày sinh (tuổi)  | Số trận | Bt | Câu lạc bộ         | Lần cuối triệu tập                   |
| -- | ------------------- | ----------------- | ------- | -- | ------------------ | ------------------------------------ |
| TM | Samir Ujkani        | 5 tháng 7, 1988   | 36      | 0  | Empoli             | v. Síp, 27 September 2022            |
| TM | Arijanet Muric      | 7 tháng 11, 1998  | 28      | 0  | Burnley            | v. Síp, 27 September 2022            |
|    |                     |                   |         |    |                    |                                      |
| HV | Jetmir Haliti       | 14 tháng 9, 1996  | 1       | 0  | Mjällby            | v. Quần đảo Faroe, 19 November 2022  |
| HV | Ibrahim Drešević    | 24 tháng 1, 1997  | 21      | 0  | Fatih Karagümrük   | v. Armenia, 16 November 2022INJ      |
| HV | Amir Rrahmani       | 24 tháng 2, 1994  | 49      | 6  | Napoli             | v. Síp, 27 September 2022            |
| HV | Fidan Aliti         | 3 tháng 10, 1993  | 44      | 1  | Zürich             | v. Síp, 27 September 2022            |
| HV | Florent Hadergjonaj | 31 tháng 7, 1994  | 25      | 1  | Kasımpaşa          | v. Síp, 27 September 2022            |
| HV | Betim Fazliji       | 25 tháng 4, 1999  | 16      | 0  | St. Pauli          | v. Síp, 27 September 2022            |
| HV | Mirlind Kryeziu     | 26 tháng 1, 1997  | 8       | 0  | Zürich             | v. Síp, 27 September 2022            |
| HV | Mërgim Vojvoda      | 1 tháng 2, 1995   | 45      | 2  | Torino             | v. Bắc Ireland, 24 September 2022INJ |
| HV | Leart Paqarada      | 10 tháng 8, 1994  | 24      | 1  | St. Pauli          | v. Bắc Ireland, 24 September 2022INJ |
| HV | Valon Zumberi       | 24 tháng 11, 2002 | 0       | 0  | Hamburger SV       | v. Síp, 2 June 2022PRE / U21         |
|    |                     |                   |         |    |                    |                                      |
| TV | Blendi Idrizi       | 2 tháng 5, 1998   | 6       | 0  | Jahn Regensburg    | v. Armenia, 16 November 2022INJ      |
| TV | Toni Domgjoni       | 4 tháng 9, 1998   | 4       | 1  | Vitesse            | v. Armenia, 16 November 2022PRE      |
| TV | Milot Rashica       | 28 tháng 6, 1996  | 46      | 8  | Galatasaray        | v. Síp, 27 September 2022            |
| TV | Bersant Celina      | 9 tháng 9, 1996   | 33      | 2  | Kasımpaşa          | v. Síp, 27 September 2022            |
| TV | Arbër Zeneli        | 25 tháng 2, 1995  | 31      | 9  | Reims              | v. Síp, 27 September 2022            |
| TV | Hekuran Kryeziu     | 12 tháng 2, 1993  | 28      | 0  | Winterthur         | v. Síp, 27 September 2022            |
| TV | Zymer Bytyqi        | 11 tháng 9, 1996  | 17      | 1  | Konyaspor          | v. Síp, 27 September 2022            |
| TV | Florian Loshaj      | 13 tháng 8, 1996  | 17      | 0  | Cracovia           | v. Síp, 27 September 2022            |
| TV | Florent Muslija     | 6 tháng 7, 1998   | 13      | 1  | SC Paderborn       | v. Síp, 27 September 2022            |
| TV | Valon Berisha       | 7 tháng 2, 1993   | 36      | 4  | Melbourne City     | v. Hy Lạp, 12 June 2022              |
| TV | Benjamin Kololli    | 15 tháng 5, 1992  | 24      | 4  | Shimizu S-Pulse    | v. Hy Lạp, 12 June 2022INJ           |
| TV | Emir Sahiti         | 29 tháng 11, 1998 | 2       | 0  | Hajduk Split       | v. Hy Lạp, 12 June 2022              |
| TV | Edon Zhegrova       | 31 tháng 3, 1999  | 28      | 3  | Lille              | v. Bắc Ireland, 9 June 2022INJ       |
| TV | Qëndrim Zyba        | 3 tháng 1, 2001   | 0       | 0  | Ballkani           | v. Síp, 2 June 2022PRE / U21         |
|    |                     |                   |         |    |                    |                                      |
| TĐ | Mirlind Daku        | 1 tháng 1, 1998   | 5       | 0  | Mura               | v. Armenia, 16 November 2022INJ      |
| TĐ | Vedat Muriqi        | 24 tháng 4, 1994  | 44      | 23 | Mallorca           | v. Síp, 27 September 2022            |
| TĐ | Elbasan Rashani     | 9 tháng 5, 1993   | 24      | 5  | Clermont           | v. Síp, 27 September 2022            |
| TĐ | Shkelqim Vladi      | 21 tháng 9, 2000  | 0       | 0  | Aarau              | v. Bắc Ireland, 24 September 2022INJ |
| TĐ | Astrit Selmani      | 13 tháng 5, 1997  | 5       | 1  | Hapoel Be'er Sheva | v. Thụy Sĩ, 29 March 2022            |